# MM103FE EL
MM103FE EL bezeichnet einen Schiffstyp von Doppelendfähren. Von dem Schiffstyp wurden zwei Einheiten für die norwegische Reederei Fjord1 gebaut.

## Geschichte
Die Fähren wurden auf der türkischen Werft Tersan Tersanecilik in Yalova gebaut und Ende 2017 abgeliefert. Sie verkehren im Verlauf der E 39 über den Nordfjord zwischen Anda und Lote.
Der Schiffsentwurf stammte vom Schiffsarchitekturbüro Multi Maritime in Førde.
Die Gloppefjord als Typschiff wurde für ihr Antriebskonzept mit dem Shippax Award 2019 ausgezeichnet.

## Beschreibung
Die Fähren verfügen über einen Hybridantrieb aus elektrischem und dieselelektrischem Antrieb. Die Schiffe sind mit je einer von einem Elektromotor mit 900 kW Leistung angetriebenen Propellergondel mit Zugpropeller an den beiden Enden der Fähren ausgerüstet. Die Elektromotoren werden aus zwei Akkumulatorbänken mit jeweils 520 kWh gespeist, die in den Häfen geladen werden. Zur Sicherheit stehen zusätzlich zwei von Scania-Dieselmotoren des Typs DI16M angetriebene Generatoren für die Stromversorgung zur Verfügung. Die Dieselmotoren können mit Biodiesel betrieben werden. Der Strom für den Antrieb der Fähren wird durch Wasserkraft erzeugt.
Die Fähren verfügen über ein durchlaufendes Fahrzeugdeck sowie ein erhöhtes Fahrzeugdeck auf einer Seite. Das durchlaufende Fahrzeugdeck ist über Rampen zu erreichen. Das Fahrzeugdeck ist im mittleren Bereich von den Decksaufbauten überbaut. Hier befinden sich zwei Decks, auf die mittig das Steuerhaus aufgesetzt ist.
Die nutzbare Durchfahrtshöhe beträgt 5 m auf dem durchlaufenden Fahrzeugdeck und 2,5 m auf dem seitlichen Fahrzeugdeck. Die maximale Achslast beträgt auf dem Hauptdeck 15 t und auf den erhöhten Fahrzeugdeck 1,5 t. Die Fähren können 345 Passagiere befördern. Die Fahrzeugkapazität beträgt 120 Pkw. Für die Passagiere stehen Automaten mit Snacks und Getränken zur Verfügung.
Die beiden Fähren sind mit einem System zum autonomen Betrieb für die Passage zwischen den beiden Anlegern ausgestattet. Die An- und Ablegemanöver selbst werden noch manuell durchgeführt.

## Schiffe
| MM103FE EL  | MM103FE EL | MM103FE EL | MM103FE EL                                       |
| Bauname     | Baunummer  | IMO-Nummer | Kiellegung Stapellauf Ablieferung                |
| ----------- | ---------- | ---------- | ------------------------------------------------ |
| Gloppefjord | 1073       | 9811452    | 25. November 2016 24. Mai 2017 30. November 2017 |
| Eidsfjord   | 1074       | 9811464    | 25. November 2016 8. Juni 2017 8. Dezember 2017  |

Die Fähren fahren unter der Flagge Norwegens. Heimathafen ist Florø.